# Triploïdie humaine
Ne doit pas être confondu avec Trisomie.
 Mise en garde médicale

La triploïdie est une formule chromosomique caractérisée par la présence d'un lot de chromosomes supplémentaires, non une trisomie cantonnée à une paire du caryotype. Elle est plus ou moins viable chez l'Humain, où la formule de la triploïdie complète est 69,XXX ou 69,XXY ou 69,XYY.

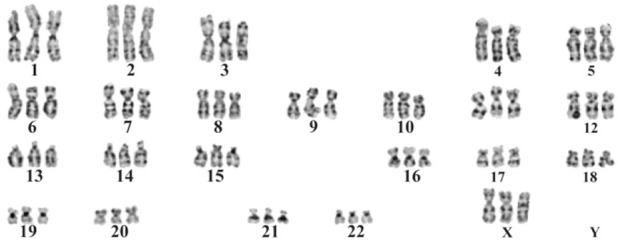
Caryotype d'un fœtus triploïde.

La triploïdie (humaine), ou syndrome triploïde, est une anomalie chromosomique rare, polyploïdie, caractérisée par un retard de croissance in utero précoce et de multiples anomalies congénitales, notamment des anomalies du tube neural, des dysmorphies faciales, des fentes labio-palatines, des anomalies cardiaques congénitales, des malformations génitales et des anomalies squelettiques périphériques. Elle est généralement létale au stade prénatal. Dans les autres cas, elle peut le plus souvent amener à une survie de quelques semaines au plus, surtout en cas de mosaïque (diploïde-triploïde (en), ou mixoploïdie), soit davantage que pour la majorité des trisomies complètes. La triploïdie est moins connue que les trisomies et n'en fait pas partie au sens strict, même s'il s'agit d'une trisomie de toutes les paires de chromosomes (y compris sexuels, ce qui implique une forme d'intersexuation, mais pas avec les signes habituels lorsque le syndrome associé à l'intersexuation est isolé ni les signes spécifiques des autres trisomies). Le diagnostic prénatal est possible.

## Formes
Il s'agit de digynie lorsque le lot supplémentaire de chromosomes est d'origine maternelle, de diandrie lorsqu'il est d'origine paternelle. La digynie est plus courante et viable, parfois quelques mois ou, en cas de mosaïque, jusqu'à l'âge adulte. Les personnes concernées ont souvent, en particulier, une structure corporelle asymétrique. Elles sont stériles, contrairement à certaines personnes qui ont des trisomies des autosomes ou des gonosomes, ce n'est pas dû à la seule trisomie de ces derniers.

## Mécanismes
La triploïdie complète ou en mosaïque se distingue à la fois de la trisomie et du chimérisme, autre forme de mixoploïdie correspondant au fait qu'un individu porte en partie et peut transmettre héréditairement le matériel génétique d'un jumeau ou d'une jumelle mort dans l'utérus, ce qui n'implique pas d'excès de chromosomes. L'individu triploïde est dès l'origine un seul zygote.
Cependant, la triploïdie diandrique peut survenir par dispermie, lorsque deux spermatozoïdes parviennent à féconder le même ovule sans donner lieu à une grossesse gémellaire.
La triploïdie diandrique peut aussi venir du fait que le spermatozoïde fécondant l'ovule a un double lot de chromosomes.
La triploïdie digynique est toujours due à un ovule porteur de deux lots chromosomiques en raison du non-rejet du deuxième globule polaire.
La triploïdie digynique mène généralement à l'existence d'un placenta atrophié et d'un développement fœtal retardé et dysharmonieux. La diandrie est d'un pronostic plus sévère et mène presque toujours à la fausse couche, souvent plus précoce. Elle est associée à des risques plus importants pour la mère, en particulier de grossesse môlaire partielle, où le placenta de forme aberrante est au contraire hypertrophié.